# Санкт-Петербургский государственный институт кино и телевидения
Санкт-Петербу́ргский госуда́рственный институ́т кино́ и телеви́дения — высшее учебное заведение Санкт-Петербурга, основан 9 сентября 1918 года как Высший институт фотографии и фототехники, с 1924 года — Государственный фотокинотехникум, с 1931 года — Ленинградский институт киноинженеров (ЛИКИ), с 1998 года — Санкт-Петербургский государственный университет кино и телевидения (СПбГУКиТ), с 2014 года Санкт-Петербургский государственный институт кино и телевидения (СПбГИКиТ).

## История института[2]

### 1918—1940 гг.
История вуза началась на заре XX века: 9 сентября 1918 года декретом Совнаркома РСФСР в Петрограде был учрежден Высший институт фотографии и фототехники. Этому предшествовало ещё одно знаковое событие — в июне 1918 года был образован Совет института из виднейших специалистов России по фотографии, фототехнике, оптике, астрофизике, истории искусств, живописи. В его состав вошли 11 профессоров: Д. И. Лещенко, Н. Е. Ермилова, В. И. Срезневский, академик П. П. Лазарев и др. Председателем Совета был избран профессор А. А. Поповицкий, который позже стал первым ректором института. Народный комиссар по просвещению А. В. Луначарский в сентябре 1918 года подписал декрет Совнаркома РСФСР в котором говорилось: «В целях развития в России фотографических и фототехнических знаний в промышленности, а также возможно быстрого поднятия уровня профессионального образования во всех областях оптического, фотографического, фототехнического и печатного дела, равно и для специальных научных изысканий учреждено в Петрограде Государственное Высшее учебное научно-промышленное и культурно-просветительское установление под наименованием Высший институт фотографии и фототехники». Институту было передано здание на Кабинетской улице (ныне ул. Правды), построенное в 1898—1901 годах архитектором А. Н. Померанцевым, которое занимали училищный совет Синода, образцовая церковно-приходская школа и церковь святого Александра Невского. В последующие годы здание претерпело изменения: шатровая колокольня и купола церкви были снесены.
Вначале в институте действовали два факультета: научно-фотографический и художественно-фотографический. Первым деканом научно-фотографического факультета стал известный специалист, профессор Вячеслав Измаилович Срезневский. Деканом художественно-фотографического факультета стала художница А. П. Остроумова-Лебедева. Уже с 1919 года в институте работают виднейшие деятели русской фотографической науки: 14 профессоров и 5 научных сотрудников Академии наук СССР. Была создана первая отечественная кинопленка профессором В. И. Срезневским в сотрудничестве с Л. М. Шарловым и М. Н. Муравийским.
Прорывом в технологии стал 1920 год — была разработана технология отечественного производства фотобумаги и бромжелатиновых негативных фотопластин, конструкции первых советских фотоаппаратов и кинопроекторов. Была выпущена рентгеновская пленка, необходимая стране. В 1921 году начал работать оптический факультет, деканом которого стал профессор В. И. Срезневский. В тяжелейших условиях гражданской войны без тепла, электричества, продовольствия институт продолжал работать. В этом же году он был переименован в Петроградский фототехнический институт.
В 1923 году разработанные А. Ф. Шориным усилители и громкоговорители были использованы в Москве для трансляции на улицах и площадях в праздничные дни. В октябре 1923 года Петроградский фототехнический институт был реорганизован в фотокинотехникум с кино и фототехническим отделением. Начат серийный выпуск первого отечественного кинопроектора ГОЗ. В январе 1926 года А. Ф. Шорин изобрел устройство для записи звука кинофильмов, разработан стационарный кинопроектор ТОМП, снабженный динамо-машиной, известный всем как кинопередвижка. В 1929 году в Ленинграде был открыт первый в стране звуковой кинотеатр, в котором демонстрировались на аппаратуре изобретателя А. Ф. Шорина звуковые кинофрагменты и первый озвученный немой фильм «Бабы рязанские». Для быстрого введения звукового кинематографа началось серийное производство блоков для кинопроекторов (разработка профессора А. М. Мелик-Степаняна и А. Н. Заварина).
Быстрое развитие звукового кино требовало специалистов высшей квалификации, и в октябре 1930 года фотокинотехникум был реорганизован в Ленинградский учебный комбинат кинофототехники, который в 1931 году разделился на Ленинградский институт киноинженеров (ЛИКИ) (другое название: Ленинградский институт инженеров кино-промышленности), кинотехникум и курсы заочного обучения кинотехников. Вначале институт состоял из двух факультетов — электротехнического (называвшегося факультетом инженеров звукового кино) и механического. Состоялся первый ускоренный выпуск — 21 человек получили дипломы инженеров-звуковиков. Среди них — В. А. Бургов, в дальнейшем доктор технических наук, профессор, заслуженный деятель науки и техники, заведующий кафедрой звукотехники (кафедра организована 1 сентября 1930 года), проректор по учебной и научной работе. Официальное рождение кафедры кинотехники, заведующим которой назначается М. С. Цыпкин — 4 сентября 1932 года. Открывается операторский факультет, деканом назначен В. В. Горданов, снявший фильмы «Петр Первый», «Гроза», «Маскарад» и другие.
В 1935 году факультет был переведен во ВГИК в Москву. В 1933 году инженерами Ленинградского института киноинженеров А. Н. Каравановым и Н. А. Голубевым разработаны усилители к звукозаписывающему аппарату «Кинап». Под руководством Г. Б. Меринга был изготовлен первый отечественный киноаппарат «КС-1». В 1935 году на кафедре технической электроники В. И. Волынкиным и В. П. Поповым разработана читающая лампа переменного тока. Коллективом электровакуумной лаборатории (академики П. И. Лукирский, П. В. Тимофеев, С. Ю. Лукьянов, Н. Н. Лищева) разработаны фотоэлементы и фотоумножитель. Газосветная лампа для звукозаписи разработана Е. А. Якунинским. Появившееся в это время звуковое кино потребовало коренной перестройки всей техники и технологии кинематографа: нужно было разрабатывать и производить новую аппаратуру — электроакустическую, звукозаписывающую, звуковоспроизводящую, потребовалось переделывать старые съемочные павильоны, тон-студии, залы кинотеатров, добиваясь в них определённых акустических характеристик. Следуя курсом на обеспечение страны собственными, отечественными материалами, аппаратурой и оборудованием, молодая Советская Россия приложила значительные усилия не только на формирование собственной кинопромышленности, но и на создание производства кинофотоматериалов.
В 1935 году началось производство отечественных кинопленок, что потребовало подготовки соответствующих специалистов по разработке, производству и обработке кинопленки. Для чего в ЛИКИ был открыт химико-технологический факультет (ныне факультет фотографии и технологии регистрирующих материалов). В 1939 году профессором Д. С. Волосовым, заведующим кафедрой физики, впервые в мире создана и опубликована теория расчета фотографических систем с переменным фокусным расстоянием. В довоенный период в ЛИКИ проведен ряд исследований: по зеркальному гальванометру — профессором В. А. Бурговым, противофазной фонограмме — В. С. Маньковским, дифракции звука — доцентом А. Э. Качерович, по изготовлению многослойной цветной кинопленки — профессором К. С. Ляликовым, проектированию киноаппаратуры — профессором А. М. Мелик-Степаняном, профессором С. М. Проворновым, Г. Ф. Сталь и А. И. Крыловым.

### 1940—1960 гг.
В годы Великой Отечественной войны многие преподаватели и студенты ушли на фронт, став бойцами 3-го батальона Фрунзенского района и Народного ополчения. Оборудование и лаборатории, преподаватели и студенты были эвакуированы в город Пятигорск. Положение на фронтах Великой Отечественной войны вынудило Ленинградский институт киноинженеров эвакуироваться в августе 1942 года вглубь страны в город Самарканд Узбекской ССР. В октябре 1942 года несмотря на огромные трудности институт возобновил работу. На трех факультетах тогда обучалось около 100 человек. С институтом была эвакуирована группа преподавателей, в том числе В. И. Волынкин, Б. А. Бурков, З. В. Цырулина, А. М. Брусиловский. В августе 1943 года состоялся первый военный выпуск института: дипломы инженеров получили 22 человека
В победном 1945 году институт из Самарканда возвращается в Ленинград. 5 октября 1945 года начались регулярные учебные занятия. Первый послевоенный выпуск в Ленинграде — 62 человека защитили дипломы инженеров. 1 сентября 1946 года к началу учебного года количество студентов составляло более 1000 человек. С 1947 года в Ленинградском институте киноинженеров начали учиться студенты-иностранцы.

### 1960—2000 гг.
В семидесятые годы в связи с бурным развитием телевидения была создана кафедра кинотелевизионной техники, стало развиваться заочное обучение, в Институте появились иностранные студенты. Активно стала разворачиваться научно-исследовательская работа, направленная на совершенствование техники и технологии кинематографии и смежных отраслей, усилилось научное сотрудничество ЛИКИ с киностудиями — «Мосфильм», «Ленфильм», киностудией им. Довженко, с предприятиями ЛОМО, НПО «Экран», ПО «Свема», «Позитив».
В 1977 году институт начинает осваивать новое здание в Ленинграде, построенное специально для ЛИКИ на Бухарестской ул., д.22. Старое здание остаётся за ЛИКИ.
В годы перестройки усилилась роль экономики в жизни всего нашего общества, в том числе и в подготовке специалистов для народного хозяйства, поэтому в 1991 году в Институте был открыт экономический факультет, где началась подготовка специалистов по экономике и менеджменту в социально-культурной сфере, а также появились три новых кафедры. По предложению киностудии «Ленфильм», которое поддержали другие киностудии города, телерадиокомпания Санкт-Петербурга, Союз кинематографистов и Госкино в 1992 году был открыт факультет экранных искусств, где стали готовить будущих режиссёров, операторов, звукорежиссёров, сценаристов кино и телевидения, режиссёров компьютерной графики и анимации, будущих тележурналистов.
В связи с появлением новых факультетов Институт киноинженеров в 1992 году был переименован в Санкт-Петербургский институт кино и телевидения (СПИКиТ), а в 1998 году получил статус университета и стал называться Санкт-Петербургским государственным университетом кино и телевидения. Но изменилось не только название — вуз вырос и количественно и качественно. Открыто вечернее отделение, помимо аспирантуры появилась докторантура, был открыт экстернат, факультет повышения квалификации работников кинематографической отрасли, ВАКом были открыты два докторских диссертационных совета.

### 2000 г. — настоящее время
2002 год ознаменовался открытием ещё одного факультета — факультета массовых коммуникаций, осуществляющего подготовку специалистов по связям с общественностью и государственному и муниципальному управлению. Сегодня СПбГИКиТ — это институт XXI века, единственный в России вуз, который осуществляет подготовку всего спектра специалистов для киноиндустрии, телевидения и масс-медиа. Его уникальность состоит в комплексном формировании компетенций творческих, технических и экономико-управленческих профессий. В настоящее время в состав СПбГИКиТ входят: факультет экранных искусств, факультет продюсирования, экономики и управления, факультет медиакоммуникаций и туризма, факультет технологий кино и телевидения, факультет фотографии, дизайна и журналистики, факультет вечернего и дополнительного образования, факультет заочного образования, аспирантура и докторантура, киновидеотехнический колледж.
Осваивая передовой опыт лучших мировых киношкол, Институт сотрудничает с образовательными учреждениями США, Японии, Кореи, Германии, Дании, Финляндии, Австрии, Испании, Великобритании, Израиля, Эстонии, Франции, Венгрии, Украины, с международными творческими и общественными организациями. Научная жизнь СПбГИКиТ включает в себя реализацию исследовательских проектов, организацию и проведение конференций, участие в симпозиумах и предметных олимпиадах, а также разнообразные мероприятия как на базе института, так и за его пределами. Ежегодно проводится «Неделя науки и творчества», в рамках которой проходят встречи с представителями технического, делового и творческого сообществ мира кино, телевидения и шоу-бизнеса. Студенты регулярно становятся активными участниками международной студенческой олимпиады «Предпринимательство и менеджмент», проходящей каждую осень в Санкт-Петербурге, а также таких известных мероприятий, как Всероссийская межвузовская конференции молодых ученых, межвузовский конкурс студенческих проектов «Инновации в социальной сфере: идея, экономическое обоснование» и многих других.
При поддержке Международного съезда вещателей IBC, Международной ассоциации производителей вещательного оборудования IABM, Института инженеров по электротехнике и радиоэлектронике IEEE на базе НИИ цифрового кинематографа СПбГИКиТ ежегодно, на базе института, успешно проводится Международная научно-техническая конференция «Цифровые и информационные технологии в электронной медиаиндустрии». Будущие PR-специалисты института каждую осень объединяются под эгидой научно-практической конференции «PR-КиТ», которая проходит уже много лет, собирая множество участников.
В СПбГИКиТ действует Совет молодых учёных. Работы студентов СПбГИКиТ регулярно участвуют и побеждают в российских и международных фестивалях. Студенческие фильмы номинировались на студенческий «Оскар», призы Российского фестиваля «Кинотавр», Берлинского кинофестиваля. Выпускники и преподаватели Института являются призёрами Венецианского фестиваля, премии «Золотой орел», номинантами на премию Американской киноакадемии «Оскар». Институт является обладателем премии «Ника» за вклад в развитие кинообразования. Начиная с 2001 года Институт ежегодно проводит кинофестиваль студенческих фильмов «Питеркит», собирая вместе молодых и талантливых режиссёров, операторов, звукорежиссёров. Развивая международное сотрудничество, СПбГИКиТ участвует в проекте ISFP «Международный студенческий фильм», благодаря которому студенты учатся снимать кино, работая в интернациональной команде, как на базе института, так и на площадках иностранных вузов-партнеров.
Сегодня Институт является членом Международной ассоциации киношкол мира (SILEKT), действительным членом Международной корпорации выпускников российских учебных заведений (INKORVUZ), получившей консультативный статус ЮНЕСКО, коллективным членом Торгово-промышленной палаты. В 2011 году началось активное реформирование и модернизация Института: приобретается новое оборудование, заключаются партнерские договоры, расширяется сфера международного сотрудничества. В 2012 году в результате реформирования структуры Института в его составе появляется новый факультет — факультет технологий кино и телевидения, возникший на базе объединения факультета аудиовизуальной техники и факультета мультимедиа аппаратуры. А факультет фотографии и технологии регистрирующих материалов преобразуется в факультет фотографии, дизайна и журналистики.
В ходе реставрации фасада главного корпуса СПбГИКиТ была найдена мозаичная икона «Иисус, благословляющий отроков». 12 мая 2015 года прошла церемония открытия и освящения мозаики в присутствии руководства города и вуза. В 2016 году был объявлен Годом кино. В его рамках под эгидой Министерства культуры РФ и совместно с правительством Санкт-Петербурга были реализованы творческие и научные проекты. В 2017 году впервые была введен аттестат лучшего выпускника СПбГИКиТ и почетного профессора СПбГИКиТ. 1 апреля в 2018 году в Москве состоялась церемония вручения национальной кинематографической премии «Ника». Санкт-Петербургский государственный институт кино и телевидения стал лауреатом премии в номинации «За вклад в кинематографические науки, критику и образование». 9 сентября того же года СПбГИКиТ отметил 100 лет со дня основания. В честь события ректор вуза полуденный выстрел с Нарышкина бастиона произвел ректор вуза Александр Дмитриевич Евменов. 15 сентября в БКЗ «Октябрьский» прошел праздничный концерт в присутствии более 4000 студентов, выпускников и сотрудников Института. В 2019 году в Институте открылась мастерская Александра Николаевича Сокурова. В результате реформирования структуры вуза двери абитуриентам открыли: факультет экранных искусств и факультет телевидения, дизайна и фотографии.
Впервые в истории представители Санкт-Петербургского государственного института кино и телевидения стали лауреатами премии Правительства Санкт-Петербурга и получили сразу три награды в нескольких номинациях:
- 26 мая в канун Дня города в стенах Смольного из рук губернатора Санкт-Петербурга Александра Беглова премию в области культуры и искусства «За выдающиеся заслуги в области киноискусства» получил творческий коллектив создателей полнометражного художественного фильма-дебюта «Шум» — генеральный продюсер фильма ректор СПбГИКиТ, профессор Александр Дмитриевич Евменов.
- Преподаватель СПбГИКиТ, профессор кафедры фотографии и народной художественной культуры Бабкин Олег Эдуардович стал лауреатом премии Правительства Санкт-Петербурга за выдающиеся достижения в области высшего образования и среднего профессионального образования в 2021 году в номинации «Научные достижения, способствующие повышению качества подготовки специалистов и кадров высшей квалификации».
- Преподаватель СПбГИКиТ, доцент кафедры искусствознания Роман Геннадьевич Круглов стал лауреатом премии Правительства Санкт-Петербурга за выдающиеся результаты в области науки и техники в номинации «гуманитарные и общественные науки — премия имени Е. Р. Дашковой» в 2021. Столь высокой оценки он удостоился за вклад в изучение интерпретации классической русской литературы в мировом кинематографе.

За годы работы СПбГИКиТ подготовил не одно поколение талантливых кинематографистов — создателей яркого настоящего и будущего страны.

## Руководство[7]
- Ректор, декан факультета дополнительного образования – кандидат экономических наук, доцент Сазонова Екатерина Владимировна[8][9].
- Первый проректор – Кондратенко Вероника Владимировна.
- Проректор по учебной и научной работе – кандидат экономических наук, доцент Данилов Павел Вячеславович.
- Проректор по экономике – Елисеева Елена Александровна.
- Проректор по воспитательной работе и художественно-творческой деятельности – Ларичева Оксана Анатольевна.
- Проректор по административно-хозяйственной деятельности – Вологжанина Оксана Васильевна.
- Начальник управления по безопасности и цифровизации – Витолина Марина Юрьевна.
- Начальник учебно-методического управления – Филипенкова Светлана Львовна.
- Начальник отдела информационных технологий – Гапонич Сергей Александрович.
- Заведующая библиотекой – Никитина Нина Николаевна.
- Директор Санкт-Петербургского киновидеотехнического колледжа – кандидат экономических наук Зайцева Анна Леонидовна.
- Декан факультета медиатехнологий – кандидат юридических наук, доцент Иванцов Пётр Петрович.
- И. о. декана факультета экранных искусств – кандидат экономических наук, доцент Сахарова Ирина Николаевна.

## Профессорско-преподавательский состав
Современный профессорско-преподавательский состав университета насчитывает сегодня 530 человек (в том числе 397 штатных преподавателей). Среди них 48 преподавателей являются докторами наук, профессорами, 210 — кандидатами наук, 172 — доцентами. 40 преподавателей удостоены почётных званий «Заслуженный деятель науки Российской Федерации», «Народный артист Российской Федерации», «Заслуженный деятель искусств Российской Федерации», «Заслуженный работник высшей школы Российской Федерации» и др.
В университете преподают такие мэтры кино как
- Режиссёры игрового кино[11]:
  - К. С. Лопушанский — н.а. России, лауреат Государственной премии РСФСР им. братьев Васильевых, кандидат искусствоведения.
  - Д. Д. Месхиев — з. д.и. России, лауреат премии «Ника», художественный руководитель Псковского академического театра драмы им. А. С. Пушкина.
  - С. М. Овчаров — з. д.и. России, лауреат премии «Ника», лауреат международных кинофестивалей.
  - Ю. Н. Фетинг — лауреат всероссийских и международных кинофестивалей.
- Режиссёры неигрового кино[11]:
  - В. Е. Васильев — член Союза кинематографистов РФ, член Евразийской Академии телевидения и радио.
  - В. И. Гуркаленко — з. д.и. России, действительный член Академии кинематографических искусств «Ника», лауреат международных кинофестивалей.
  - Н. В. Макаров — член Союза кинематографистов России, член Евразийской Академии телевидения и радио, лауреат международных кинофестивалей.
- Режиссёры телевидения[12]:
  - М. Д. Баркан — член Союза кинематографистов РФ, лауреат Премии Правительства РФ.
  - П. Я. Солдатенков — член Союза кинематографистов РФ, лауреат всероссийских и международных кинофестивалей.
- Операторы[13]:
  - Д. А. Долинин — з. д.и. России, действительный член Российских Академий кинематографических искусств и наук «Золотой орел» и «Ника»
  - С. М. Ландо — лауреат премии «Лавровая ветвь», член СК, Гильдии кинооператоров, Imago, Гильдии неигрового кино
- Звукорежиссёры[14]:
  - В. Г. Динов — з. д.и. России — ведущий звукорежиссёр Петербургской студии Грамзаписи
  - В. М. Персов — з. д.и. России, лауреат премии «Ника»
  - Ю. А. Кубицкий — лауреат международных фестивалей, член Союза кинематографистов
- Киноведы и драматурги[11]:
  - А. А. Артюх — доктор искусствоведения, член Союза кинематографистов, член FIPRESCI
  - О. А. Ковалов — лауреат международных и российских фестивалей
  - С. И. Мельникова – доктор искусствоведения, профессор, член Союза театральных деятелей Российской федерации, лауреат премии Правительства Санкт-Петербурга
  - Н. А. Милашкина – сценарист, редактор, член Союза кинематографистов Российской Федерации
  - С. Г. Минаев – сценарист, лауреат Московского международного кинофестиваля
- Продюсеры:
  - С. Г. Мелькумов — лауреат премии «Ника», член Гильдии продюсеров России.
  - Н. Л. Горина — продюсер.

### Почетные профессора СПбГИКиТ
- - Адабашьян А. А. — заслуженный деятель искусств РФ, кинодраматург, художник, актёр, кинорежиссёр
  - Пол Браун — сценарист, режиссёр, продюсер
  - Норштейн Ю. Б. — художник-аниматор, режиссёр, сценарист, народный артист РФ
  - Хржановский А. Ю. — художник-аниматор, режиссёр, сценарист, народный артист РФ
  - Сокуров А. Н. — народный артист России, кинорежиссёр, сценарист, оператор
  - Бурляев Н. П. — актёр, режиссёр, президент международного кинофестиваля «Золотой Витязь», народный артист России
  - Герасимов Е. В. — актёр, кинорежиссёр, народный артист РФ
  - Хотиненко В. И. — режиссёр, сценарист, актёр, народный артист РФ, заслуженный деятель искусств РФ
  - Мережко В. И. — председатель попечительского совета, руководитель творческой школы: «Школа сценарного искусства Виктора Ивановича Мережко», профессор кафедры драматургии и киноведения
  - Кравчук А. Ю. — кинорежиссёр, сценарист, член гильдии кинорежиссёров, академик Российской академии кинематографических искусств «НИКА»
  - Михалков Н. С. — кинорежиссёр, актёр, сценарист, народный артист РСФСР, лауреат премии «Оскар», обладатель «Золотого льва» Венецианского кинофестиваля и Гран-При Каннского кинофестиваля
  - Панфилов Г. А. — кинорежиссёр, сценарист, народный артист РСФСР, академик национальной академии кинематографических искусств и наук России
  - Баневич С. П. — композитор, заслуженный деятель искусств РСФСР, кавалер ордена Почета и ордена Дружбы, лауреат премии правительства Санкт-Петербурга
  - Голутва А. А. — президент гильдии продюсеров России, член правления союза кинематографистов РФ, заслуженный работник культуры РФ, заслуженный деятель искусств РФ
  - Мартин Солтер — директор образовательного фонда международной ассоциации производителей вещательного оборудования IABM
  - Кривошеев М. И. — доктор технических наук, профессор, заслуженный деятель науки и техники РСФСР
  - Кшиштоф Занусси — кинорежиссёр, сценарист, продюсер, лауреат главного приза Венецианского кинофестиваля «Золотой лев»
  - Рой Приттс — председатель международного комитета по образованию AES, профессор университета в Денвере штат Колорадо США
  - Рязанцев А. А. — генеральный директор кинокомпании «Каро-Премьер», актёр дубляжа, продюсер, сценарист, заслуженный работник культуры РФ
  - Тонино Гуэрра — писатель, сценарист, обладатель приза «За лучший сценарий» Каннского кинофестиваля

### Преподаватели и сотрудники прошлых лет
- Агеев, Игорь Валентинович
- Аксёнов, Виталий Евгеньевич
- Андреев, Борис Андреевич
- Белоусов, Александр Антонович
- Бургов, Вячеслав Алексеевич
- Бутурлин, Виктор Иванович
- Вардунас, Владимир Аркадьевич
- Волынкин, Виктор Иосифович
- Воропай, Галина Владимировна
- Высоцкий, Дмитрий Юрьевич
- Вяткин, Михаил Порфирьевич
- Ганелин, Евгений Рафаилович
- Гасан-Заде, Алиакпер Али-Гейдар оглы
- Геворкян, Карен Саркисович
- Грачёва, Елена Николаевна
- Гутман, Александр Ильич
- Евменов, Александр Дмитриевич
- Клепиков, Юрий Николаевич
- Максимович, Сергей Олимпиевич
- Масленников, Игорь Фёдорович
- Мелик-Степанян, Арам Матвеевич
- Менакер, Леонид Исаакович
- Мережко, Виктор Иванович
- Розовский, Эдуард Александрович
- Рябоконь, Олег Всеволодович
- Светозаров, Владимир Иосифович
- Тютрюмов, Александр Аркадьевич
- Франк, Григорий Яковлевич
- Хамраев, Искандер Абдурахманович

## Попечительский совет
- Бондарчук Ф. С. — председатель попечительского совета, Режиссёр. Основатель и соучредитель кинокомпаний Art Pictures Studio и Art Pictures Vision., Генеральный продюсер «НМГ Студии»., Председатель совета директоров киностудии «Ленфильм»;
- Боярский М. С. — Актёр театра и кино, певец, музыкант. Народный артист РСФСР., Заслуженный артист РСФСР
- Гуськов А. Г. — Актёр театра и кино, сценарист, продюсер., Заслуженный артист Российской Федерации. Народный артист Российской Федерации., Лауреат Государственной премии Российской Федерации в области литературы и искусства;
- Анисимов М. Г. — Генеральный продюсер компании «Триколор», Член Международного союза журналистов, Член Союза журналистов России;
- Мельникова А. Р. — Актриса театра и кино, телеведущая, депутат Законодательного собрания Санкт-Петербурга, Заслуженная артистка Российской Федерации;
- Чайковский Е. В. — Председатель комитета по культуре и туризму Ленинградской области;
- Совершаева Л. П. — Заместитель полпреда президента РФ в Северо-Западном федеральном округе;
- Щербаков Ф. Н. — Генеральный директор киностудии «Ленфильм»;
- Сельянов С. М. — Руководитель Кинокомпании СТВ, продюсер, соучредитель студии анимационного кино «Мельница»;
- Астахов С. В. — Кинооператор. Член Гильдии кинооператоров Союза кинематографистов России, Лауреат премий BAFTA, «Ника», «Белый квадрат»;
- Кваснюк Л. Я. — Генеральный директор ООО «ЛенРусСтрой»;
- Малькевич А. А. — Генеральный директор телеканала «Санкт-Петербург», Первый заместитель председателя комиссии общественной палаты РФ по развитию информационного сообщества, СМИ и массовых коммуникаций;
- Мелькумов С. Г. — Профессор кафедры продюсирования кино и телевидения СПбГИКиТ
- Месхиев Д. Д. — Заслуженный деятель искусств РФ, Член Европейской киноакадемии, член Российской академии кинематографических искусств «Ника», Член Российского оскаровского комитета;
- Пустовалов А. В. — Вице-президент ПАО «Банк „Санкт-Петербург“»;
- Рязанцев А. А. — Президент кинопрокатной компании «Каропрокат», Академик Академии кинематографических наук и искусств РФ;
- Тельнов А. Н. — Генеральный директор ОАО «ТПО „Санкт-Петербургская студия документальных фильмов“»;
- Будилов В. М. — продюсер, кандидат политических наук, доцент[15].

## Структура института
- Факультет экранных искусств (ФЭИ)
- Факультет медиатехнологий (ФМТ)

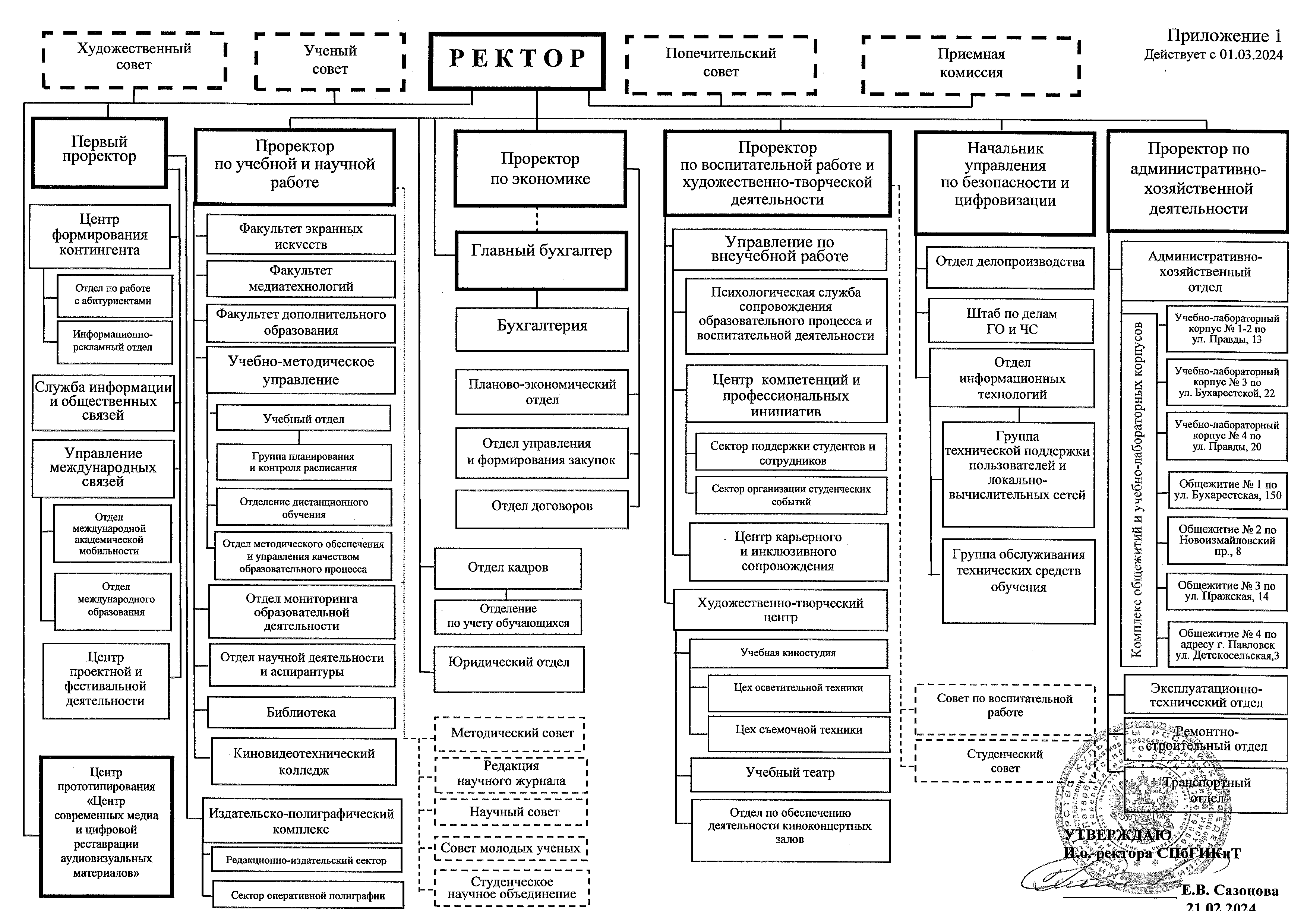
Структура СПбГИКиТ с 1 марта 2024 г.

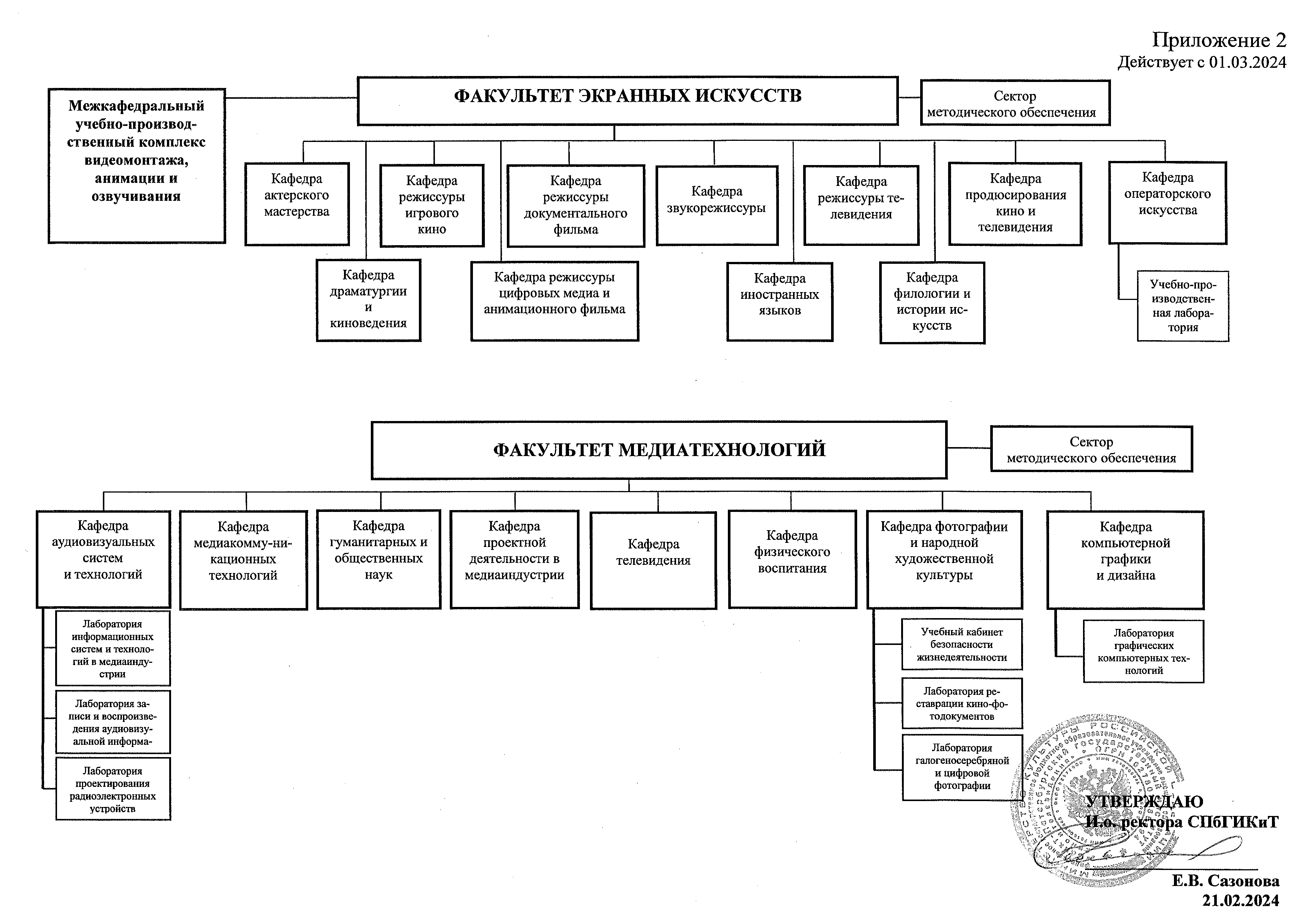
Структура факультетов с 1 марта 2024 г.

- Факультет дополнительного образования (ФДО)
- Отдел научной деятельности и аспирантуры
- Библиотека
- Учебно-методическое управление
- Центр довузовской подготовки и платных образовательных услугСтруктура КВТК и ФДО с 1 марта 2024 г.

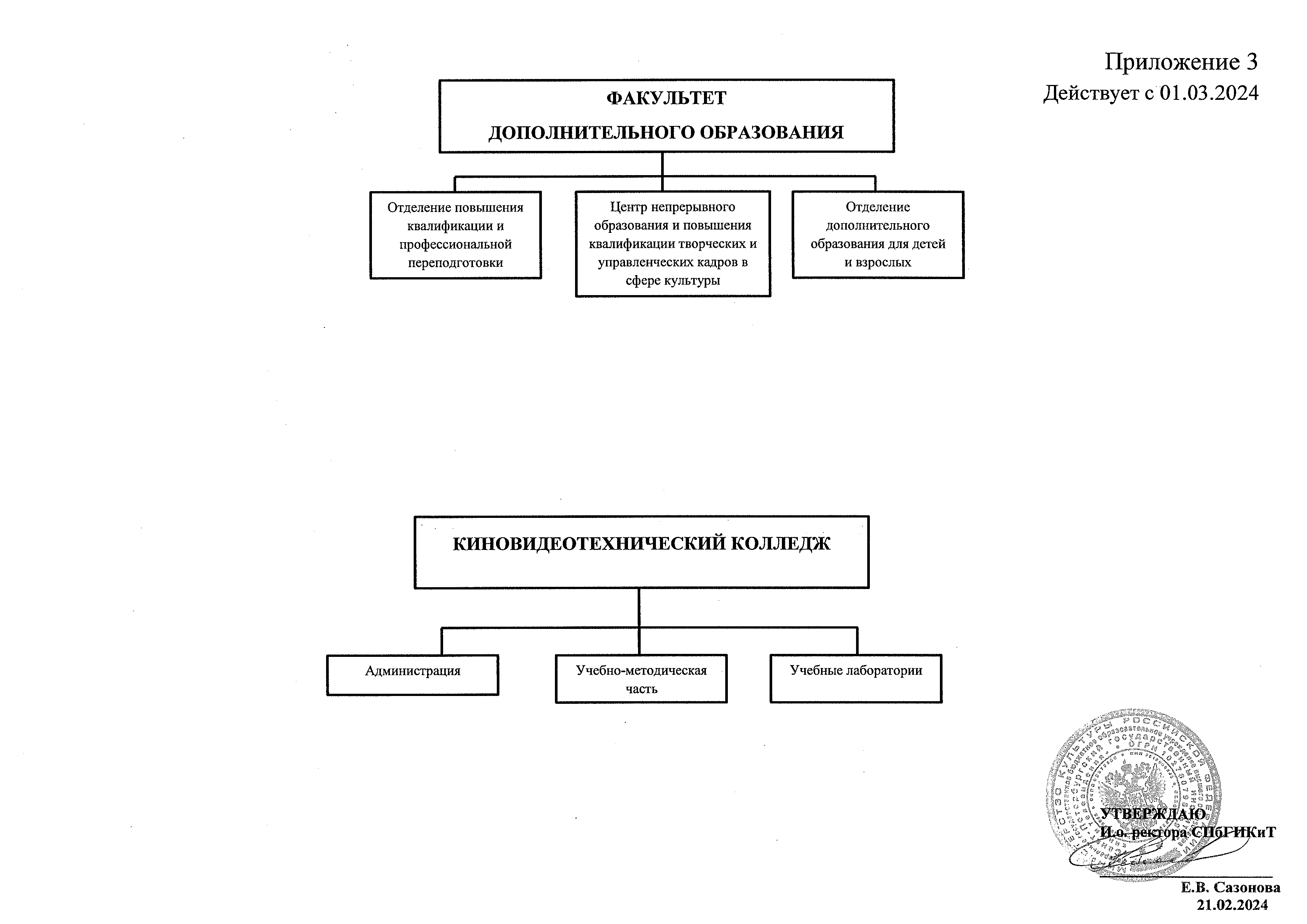
Структура КВТК и ФДО с 1 марта 2024 г.

- Киновидеотехнический колледж (КВТК)[16]

## Студенческий спорт
Вуз является участником чемпионатов в рамках розыгрыша Кубка Вузов.

## Специальности и направления подготовки[17]

### Бакалавриат
- 09.03.02 Информационные системы и технологии (Программа: Интеллектуальные системы и технологии в медиаискусстве)
- 11.03.01 Радиотехника (Программа: Аудиовизуальная техника)
- 42.03.01 Реклама и связи с общественностью (Программа: Реклама и связи с общественностью в медиаиндустрии)
- 42.03.02 Журналистика (Программа: Журналистика в медиаиндустрии)
- 42.03.04 Телевидение (Программа: Телевизионное производство и вещание)
- 50.03.01 Искусства и гуманитарные науки. (Программа: Программа: Кинопроизводство)
- 51.03.02 Народная художественная культура. (Программа: Руководство студией кино-, фото- и видеотворчества)
- 52.03.06 Драматургия. (Программа: Кинодраматург)
- 54.03.01 Дизайн. (Программа: Дизайн в медиаиндустрии)
- 54.03.04 Реставрация. (Программа: Реставрация кинофотодокументов)

### Специалитет
- 52.05.01 Актёрское искусство. (Программа: Артист драматического театра и кино)
- 54.05.03 Графика. (Программа: Художник анимации и компьютерной графики)
- 55.05.01 Режиссура кино и телевидения.

Программы:
- - Режиссёр игрового кино- и телефильма
  - Режиссёр неигрового кино- и телефильма
  - Режиссёр анимации и компьютерной графики
  - Режиссёр телевизионных фильмов, телепрограмм
  - Режиссёр мультимедиа
- 55.05.02 Звукорежиссура аудиовизуальных искусств
- 55.05.03 Кинооператорство (Программа: Кинооператор)
- 55.05.04 Продюсерство. (Программы: Продюсер кино и телевидения; Продюсер телевизионных и радиопрограмм)
- 55.05.05 Киноведение. (Программа: Киновед, арт-блогер)

### Магистратура
- 42.04.04 Телевидение. (Программа: Управление предприятиями телевизионной индустрии)
- 51.04.02 Народная художественная культура. (Программа: Фотоискусство)
- 52.04.02 Драматургия. (Программа: Кинодраматургия)

## Общежития
В университете имеется 3 платных общежития. Для иногородних и иностранных студентов предоставляется жильё в одном из общежитий на период всего обучения в университете. Для абитуриентов, заочников, предоставляется на период сдачи экзаменов.

## Студенческое самоуправление в институте
- С 2018 года в институте благодаря студенческой инициативе появилось творческое объединение «Лофт»[19]. Аудитория 1330, где располагается Лофт, это площадка, где можно: — проводить кастинги, репетиции, съемки для своих учебных работ — знакомиться и организовывать встречи с другими студентами и преподавателями для обсуждения совместных проектов — смотреть кино — демонстрировать и обсуждать свои творческие работы: фильмы, а также художественные, музыкальные и литературные произведения — посещать лекции, мастер-классы[20] и семинары профессионалов — отдыхать и работать в течение учебного дня[21].

Участники объединения самостоятельно организовывают образовательные мероприятия и встречи.

## Награды
- Благодарность Министра культуры Российской Федерации (23 октября 2003 года) — за плодотворный педагогический труд в подготовке специалистов в области телевидения и кинематографии, а также в связи с 85-летием со дня основания[22].
- Почётная грамота Совета МПА СНГ (26 ноября 2015 года, Межпарламентская ассамблея СНГ) — за активное участие в проведении международного телекинофорума «Вместе», вклад в укрепление дружбы между народами государств — участников Содружества Независимых Государств[23].

## Галерея

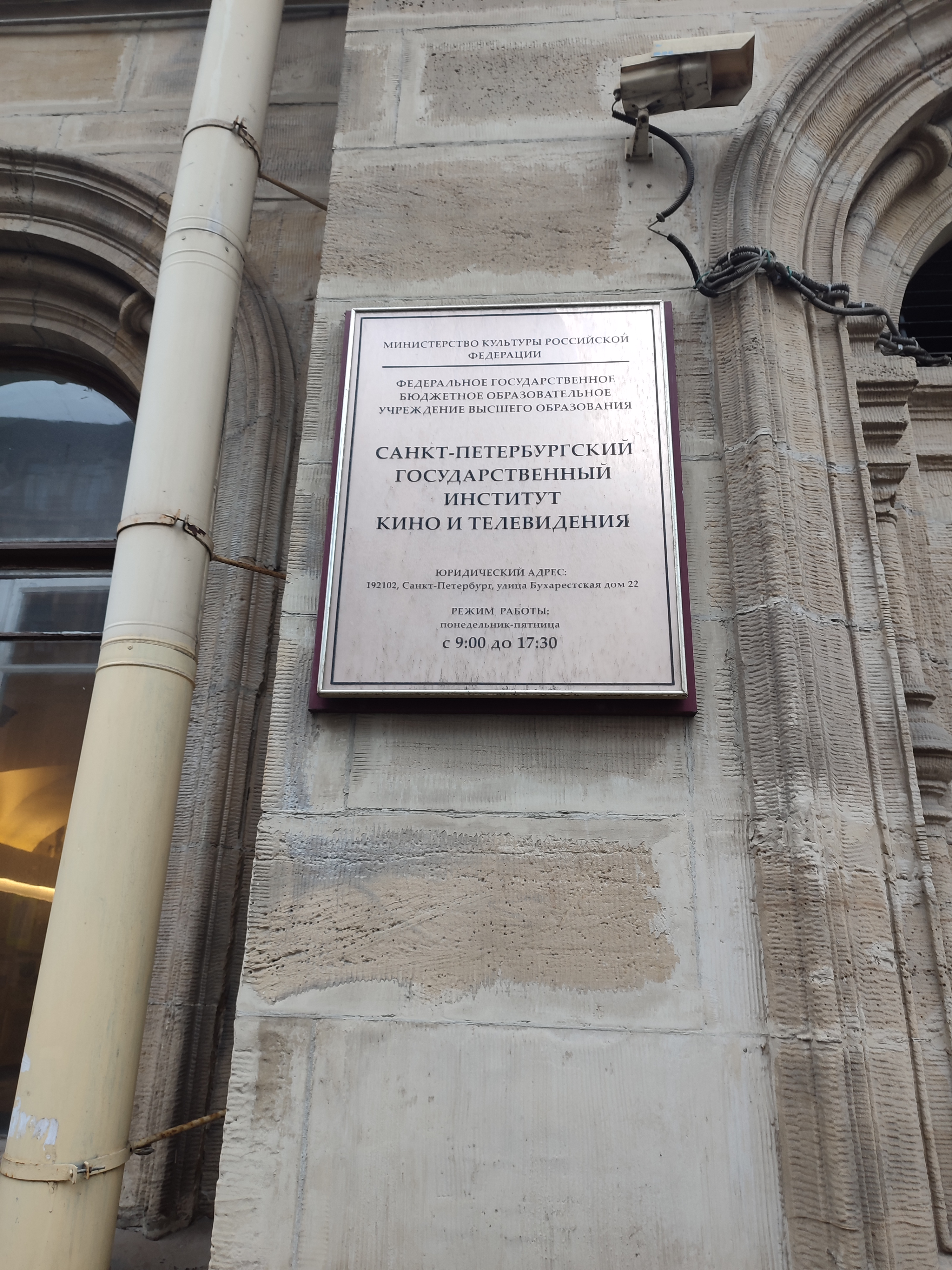
Табличка при входе на ул. Правды, 13
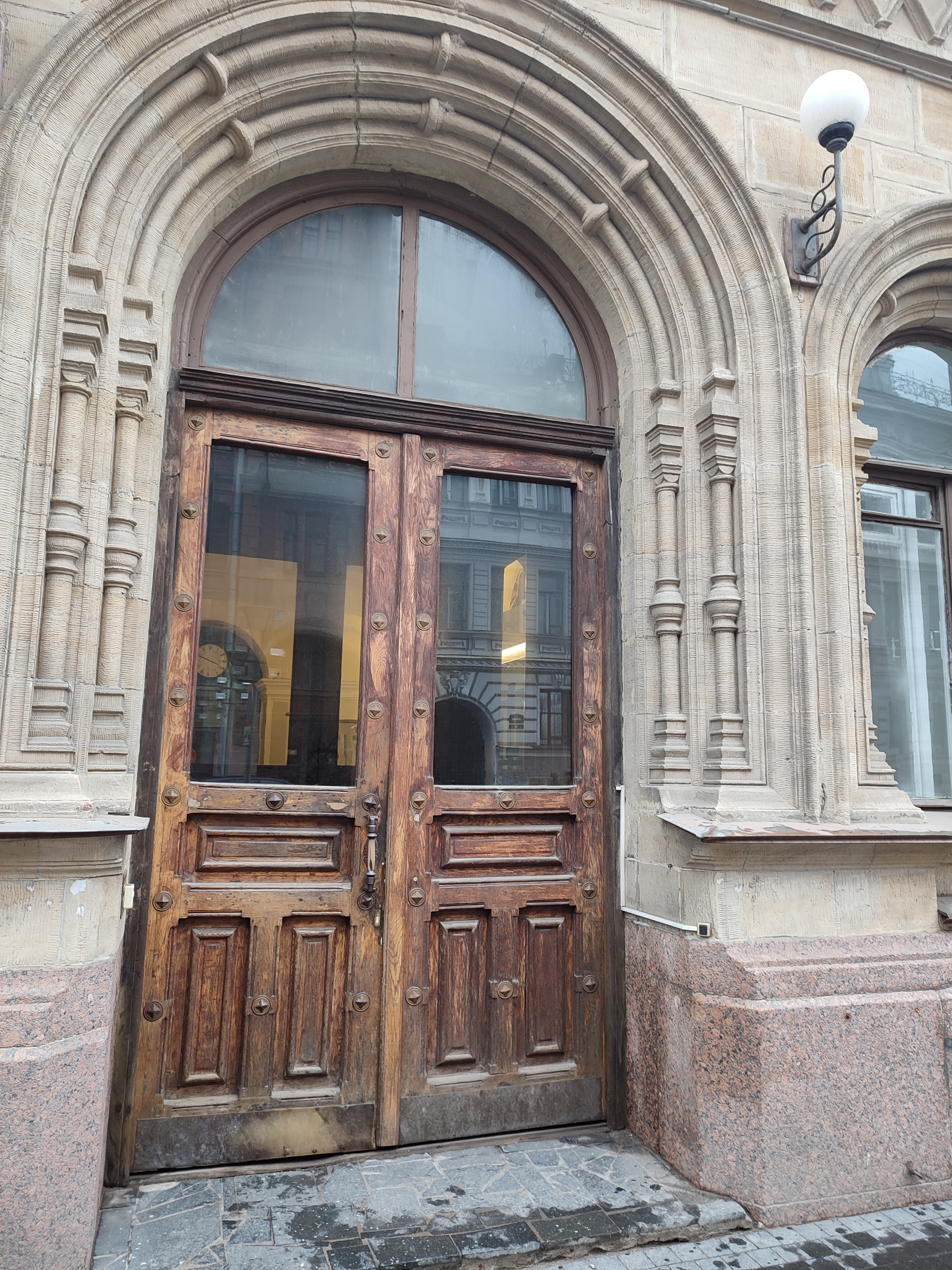
Вход на ул. Правды, 13
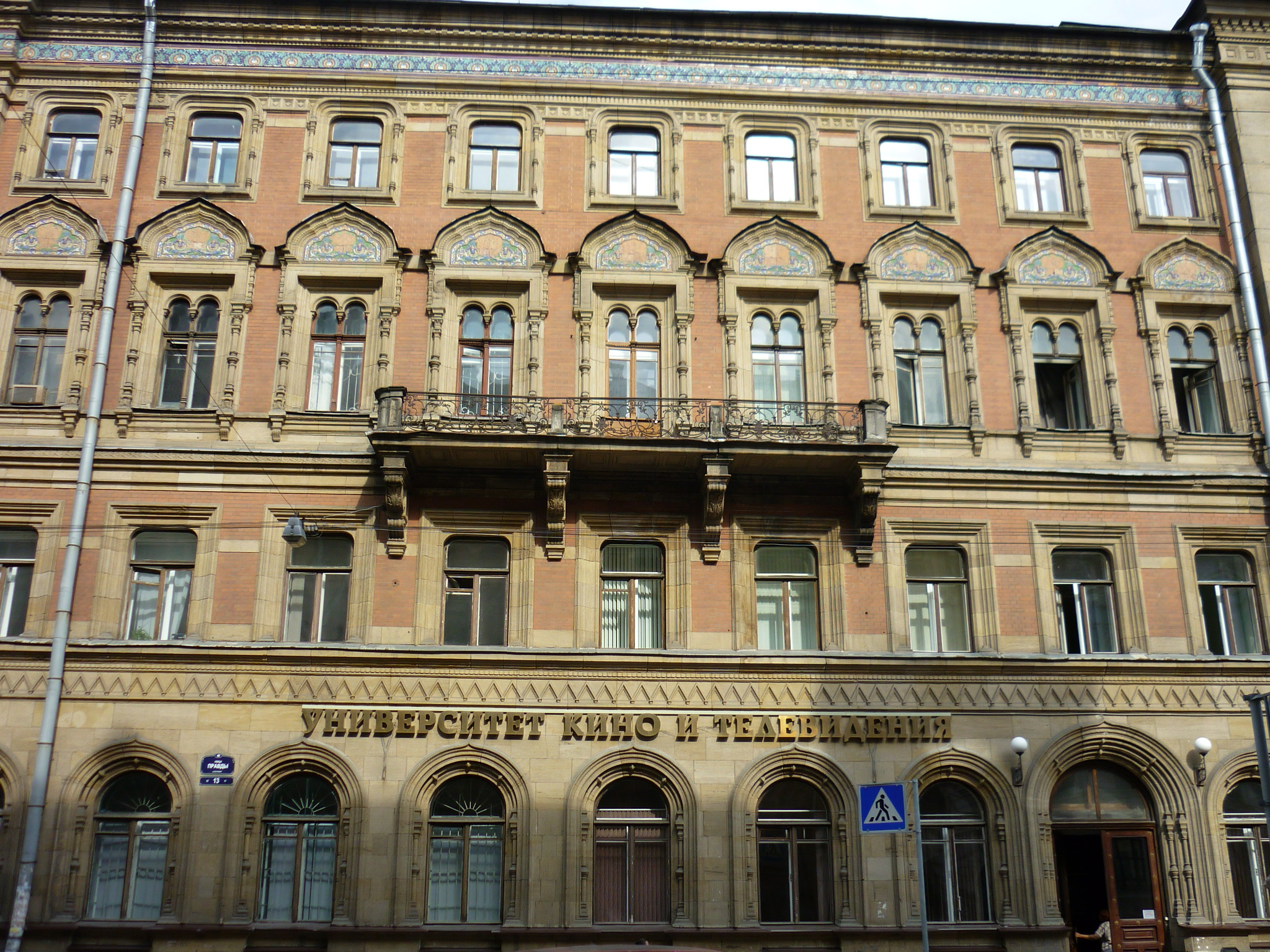
Фасад здания на ул. Правды, д. 13
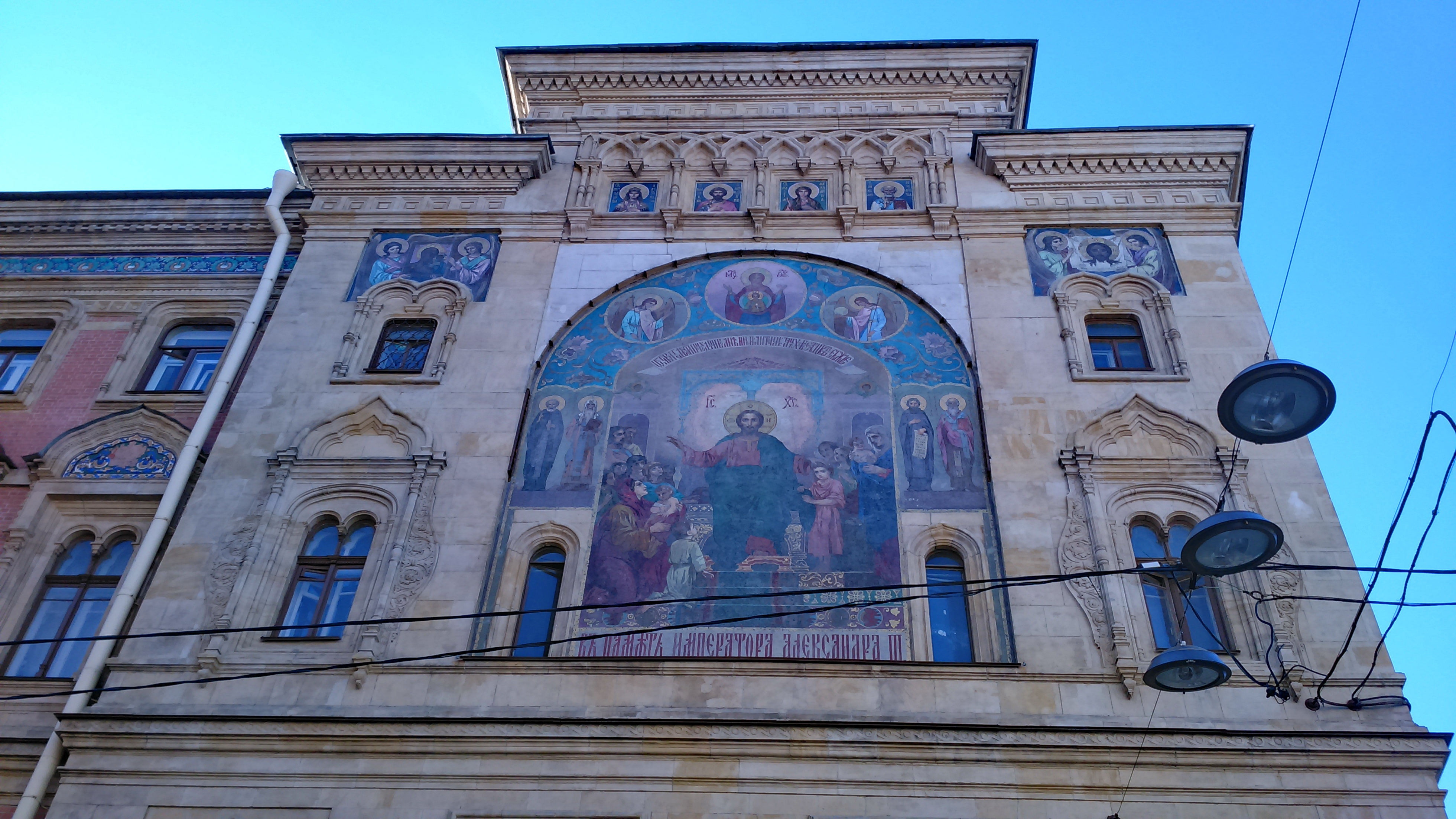
Мозаичная икона здания на ул. Правды
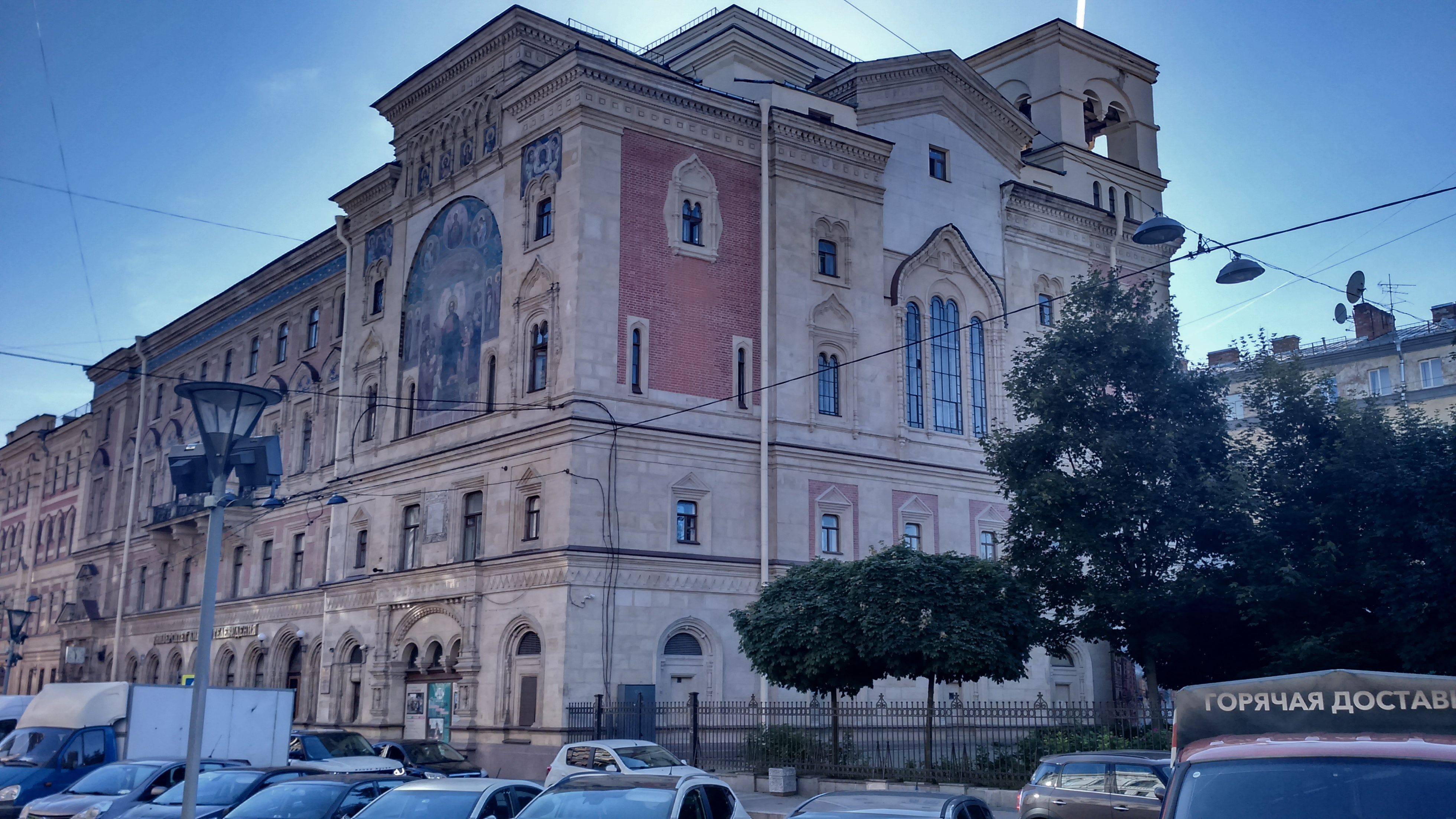
Церковь Св. благ. кн. Александра Невского